# Stari Grad
Stari Grad ("Thị trấn Cổ") (tiếng Ý: Cittavecchia hoặc Cittavecchia di Lesina)  là một thị trấn nằm ở phía bắc của đảo Hvar, thuộc vùng lịch sử Dalmatia, Croatia. Đây là một trong những thị trấn lâu đời nhất châu Âu. Nó nằm ở cuối một vịnh dài được bao bọc, bên cạnh là vùng đất nông nghiệp thuận lợi từ lâu đã khiến nó trở thành khu vực hấp dẫn đối với việc định cư của con người. Ngay nay nó thuộc hạt Split-Dalmatia.
Phần cổ xưa nhất của Stari Grad nằm ở vùng đồng bằng Stari Grad đã được UNESCO công nhận di sản thế giới vào năm 2008. Còn toàn bộ vùng đô thị phát triển và vùng công nghiệp nằm ở vùng đệm xung quanh.

## Địa lý
Stari Grad nằm ở phía bắc của đảo Hvar, cuối vịnh Stari Grad, một eo biển nước sâu,  được bảo vệ về phía bắc bởi những ngọn đồi của bán đảo Kabal và sườn núi cao của đẩo Hvar ở phía nam.
Đất nông nghiệp canh tác màu mỡ của hòn đảo này ở phía đông Stari Grad. Đồng bằng màu mỡ này được canh tác từ thời tiền sử, và cách bố trí trên những cánh đồng với những bức tường bằng đá do người Hy Lạp cổ đại xây dựng hầu như vẫn còn nguyên vẹn.

## Lịch sử
Những dân cư đầu tiên sinh sống tại đây là từ thời kỳ đồ đá mới, với sự xuất hiện của nền văn minh Hvar khoảng 3500 - 2500 TCN. Họ đã sinh sống trên hòn đảo, giao thương với các vùng khác quanh biển Địa Trung Hải.
Năm 384 TCN, thị trấn được thành lập bởi người Hy Lạp và hòn đảo được đặt tên là Faros. Và nền nông nghiệp của trị trấn này xuất hiện từ đó. Đến năm 219 TCN, người La Mã đánh bại Hy Lạp tại Faros, và thị trấn đã bị cai trị bởi La Mã.
Thế kỷ 7, sau khi La Mã sụp đổ ở Salona, nhiều người dân đã di chuyển sang các đảo khác ở gần đó. Đầu thế kỷ 8, khu vực được đổi tên thành Hvar như ngày nay. Năm 1278, Hvar đã theo nền cộng hòa Venetian. Thị trấn được mở rộng về phía Nam của đảo Hvar thành lập thị trấn mới với tên Hvar. Khu vực Hvar cũ trở thành Stari Grad ngày nay hay là Hvar cổ.
Thế kỷ 16, hòn đảo đã bị xâm lược bởi người Ottoman, dù chống trả quyết liệt nhưng đến năm 1571, thị trấn đã bị rơi vào sự cai trị của Ottoman. Stari Grad đã bị phá hủy khá nhiều nhưng sau đó đã dần được khôi phục vào thế kỷ 17, 18.
Năm 1797, Napoleon lật đổ nền cộng hòa Venetian, trở thành một phần của đế quốc Áo trước khi trở thành một phần của Vương quốc Dalmatian.
Thế kỷ 19, dân cư ở đảo đã di chuyển đến nhiều nơi khác do hoạt động thương mại, buôn bán không thể cạnh tranh được với các đô thị khác. Stari Grad trở thành thị trấn du lịch.

## Di sản văn hóa
Thị trấn cổ, và khu vực xung quanh là các địa điểm khảo cổ có lịch sử lâu đời. Các di sản của thắng cảnh Stari Grad gồm:
- Cảnh quan nông nghiệp đảo Hvar.
- Tường thành cổ thời Hy Lạp.
- Dinh thự Rusticae thời La Mã.
- Maslinovik
- Glavica và Purkin Kuk - Pháo đài của người Illyrian.

Ngoài ra, thị trấn Stari Grad còn có rất nhiều các nhà thờ và quảng trường cổ kính.